# Liste der Kulturgüter in Vitznau
Die Liste der Kulturgüter in Vitznau enthält alle Objekte in der Gemeinde Vitznau im Kanton Luzern, die gemäss der Haager Konvention zum Schutz von Kulturgut bei bewaffneten Konflikten, dem Bundesgesetz vom 20. Juni 2014 über den Schutz der Kulturgüter bei bewaffneten Konflikten sowie der Verordnung vom 29. Oktober 2014 über den Schutz der Kulturgüter bei bewaffneten Konflikten unter Schutz stehen.
Objekte der Kategorien A und B sind vollständig in der Liste enthalten, Objekte der Kategorie C fehlen zurzeit (Stand: 1. Januar 2023). Unter übrige Baudenkmäler sind zusätzliche Objekte zu finden, die im kantonalen Denkmalverzeichnis verzeichnet und nicht bereits in der Liste der Kulturgüter enthalten sind.

## Kulturgüter
| Foto |                                                                             | Objekt                                                  | Kat. | Typ | Standort                         | Beschreibung |
| ---- | --------------------------------------------------------------------------- | ------------------------------------------------------- | ---- | --- | -------------------------------- | ------------ |
| ja   | Datei hochladen · Wikidata zu Steigelfadbalm (Q15130295)                    | Steigelfadbalm, paläolithische Wohnhöhle KGS-Nr.: 09621 | A    | F   | 680283 / 207890                  |              |
| ja   | Datei hochladen · Wikidata zu Katholische Kirche St. Hieronymus (Q29785840) | Katholische Kirche St. Hieronymus KGS-Nr.: 03911        | B    | G   | Dorfplatz 10 679451 / 207126     |              |
| ja   | Datei hochladen · Wikidata zu Schiffstation (Q29785842)                     | Schiffstation KGS-Nr.: 03912                            | B    | G   | Bahnhofstrasse 4 679372 / 207018 |              |

## Übrige Baudenkmäler
| ID  | Foto |                                                                    | Objekt                                                             | Typ | Standort                           | Beschreibung |
| --- | ---- | ------------------------------------------------------------------ | ------------------------------------------------------------------ | --- | ---------------------------------- | ------------ |
| 112 | ja   | Datei hochladen · Wikidata zu Schul- und Gemeindehaus (Q120966504) | Schul- und Gemeindehaus                                            | G   | Zihlstrasse 1 679427 / 207228      |              |
| 151 | BW   | Datei hochladen                                                    | Haus Grabacher                                                     | G   | Husenrainstrasse 8 679291 / 207588 |              |
| 369 | ja   | Datei hochladen · Wikidata zu Haus Seerose (Q122247250)            | Haus Seerose                                                       | G   | Seestrasse 62 679411 / 207082      |              |
| 390 | ja   | Datei hochladen                                                    | Hotel Terrasse ehemals Hotel Rigibahn (1873) Hotel Terminus (1908) | G   | Bahnhofstrasse 2 679406 / 207058   |              |

Legende: Siehe Legende der Liste der Kulturgüter von nationaler und regionaler Bedeutung. Anstelle der KGS-Nummer wird als Objekt-Identifikator (ID) die Gebäudenummer im kantonalen Denkmalverzeichnis verwendet.